# Sulayman ibn al-Hakam
Sulayman ibn al-Hakam (†1016) was tweemaal was kalief van Córdoba. De eerste keer van 1009 tot 1010 en later van 1013 tot 1016.

## Context
Na de dood van van vizier Almanzor en zijn zoon Abd al-Rahman Sanchueleo raakte het kalifaat in de Fitna de al-Ándalus (1009-1031), een burgeroorlog. Kalief Hisham II werd opzij geschoven door Mohammed II al-Mahdi. Sulayman ibn al-Hakam greep in, zette Hisham II terug op de troon en riep even later zichzelf uit tot kalief. Met steun van generaal al-Walid en graaf Raymond Borrell kon Mohammed II zijn troon terugwinnen. Eenmaal aan de macht liet zijn entourage hem vallen en werd hij vermoord. Hisham II werd terug weer op de troon gezet, maar stierf in 1013. Zo kwam Sulayman ibn al-Hakam terug weer aan de macht. De Hammudiden uit Noord-Afrika onder leiding van Ali ibn Hammud al-Nasir namen Sulayman ibn al-Hakam in 1016 gevangen en onthoofdden hem.